# Carpelimus brachypterus
Carpelimus brachypterus är en skalbaggsart som först beskrevs av Coiffat 1982.  Carpelimus brachypterus ingår i släktet Carpelimus och familjen kortvingar. Inga underarter finns listade i Catalogue of Life.